# Championnat d'Albanie de football 1978-1979
Navigation
Championnat d'Albanie 1977-78 Championnat d'Albanie 1979-80
Le Championnat d'Albanie de football de Kategoria Superiore 1978-1979 est la 38e édition de ce championnat.

## Classement
| Rang | Équipe                  | Pts | J  | G  | N  | P  | Bp | Bc | Diff |
| ---- | ----------------------- | --- | -- | -- | -- | -- | -- | -- | ---- |
| 1    | Partizan Tirana         | 36  | 26 | 14 | 8  | 4  | 38 | 20 | +18  |
| 2    | 17 Nëntori Tirana       | 35  | 26 | 13 | 9  | 4  | 41 | 27 | +14  |
| 3    | Besa Kavajë             | 31  | 26 | 11 | 9  | 6  | 36 | 25 | +11  |
| 4    | Flamurtari Vlorë        | 30  | 26 | 11 | 8  | 7  | 25 | 20 | +5   |
| 5    | Dinamo Tirana           | 29  | 26 | 8  | 13 | 5  | 35 | 24 | +11  |
| 6    | Labinoti Elbasan        | 28  | 26 | 10 | 8  | 8  | 25 | 22 | +3   |
| 7    | Lokomotiva Durrës       | 25  | 26 | 6  | 13 | 7  | 30 | 29 | +1   |
| 8    | Tomori Berat            | 25  | 26 | 7  | 11 | 8  | 21 | 21 | 0    |
| 9    | Vllaznia Shkodër        | 23  | 26 | 8  | 7  | 11 | 37 | 33 | +4   |
| 10   | Naftëtari Qyteti Stalin | 23  | 26 | 6  | 11 | 9  | 21 | 36 | -15  |
| 11   | Shkëndija Tirana        | 21  | 26 | 5  | 11 | 10 | 29 | 21 | +8   |
| 12   | Luftëtari Gjirokastër   | 21  | 26 | 8  | 5  | 13 | 21 | 32 | -11  |
| 13   | Besëlidhja Lezhë        | 20  | 26 | 10 | 0  | 16 | 19 | 38 | -19  |
| 14   | Traktori Lushnja        | 17  | 26 | 3  | 11 | 12 | 19 | 32 | -13  |

|  | Champion |
|  | Relégué  |

## Bilan de la saison
| Tableau d'Honneur                 |                  |
| Compétition                       | Vainqueur        |
| Championnat d'Albanie de football | Dinamo Tirana    |
| Coupe d'Albanie de football       | Vllaznia Shkodër |

| Promotions et relégations     |                                   |
| Relégués en First Division    | Besëlidhja Lezhë Traktori Lushnja |
| Promus en Kategoria Superiore | Skënderbeu Korçë Apolonia Fier    |